# 東京マラソン2021
東京マラソン2021（とうきょうマラソン2021、Tokyo Marathon 2021）は、2022年3月6日に東京都内の日本陸上競技連盟公認コースで行われた通算15回目の東京マラソン。「2021」の大会名であるが2022年に実施された（後述）。

## 概要
今大会はジャパンマラソンチャンピオンシップシリーズ兼オレゴン22世界陸上競技選手権大会マラソン日本代表選手選考競技会兼杭州2022アジア競技大会マラソン日本代表選手選考競技会兼マラソングランドチャンピオンシップチャレンジ兼アボット・ワールドマラソンメジャーズXIV開幕戦を兼ねている。
コースはフルマラソンと車椅子で新たに須田町交差点から中央通りで上野広小路交差点を往復する経路が追加された。その他の区間も細部が変更されている。

### 日程延期の経緯
一度目の延期（2021年春→2021年秋）
当初、「2021年大会」は2021年3月7日実施予定であった。しかし、新型コロナ感染症の世界的流行に伴う影響、他の国内の主要マラソン大会、都内の催事の日程等を考慮し、「2021年大会」の日程を春から秋に延期し2021年10月17日に実施すると、主催の東京マラソン財団は2020年10月に公表した。
二度目の延期（2021年秋→2022年春）
延期された日程の約ひと月前となる2021年9月、主催の東京マラソン財団は「2021年大会」の日程を2021年秋から2022年春へと再延期し、当初「2022年大会」の日程を予定していた2022年3月6日に「2021年大会」を実施とすること、併せて「2022年大会」としての開催断念を公表した。
これにより、「2021年大会」を2022年3月に実施、「2022年大会」は実施されず、「2021年大会」の次に「2023年大会」が実施されることになった。

## レース
レースは定刻午前9時10分、小池百合子東京都知事の号砲によりスタート。

### 男子
スタート直後から世界記録保持者のエリウド・キプチョゲ（ケニア）を中心とした海外勢が飛び出し、日本選手は第2集団でレースを進める。先頭集団は10.6kmの上野広小路折り返し手前で先導の白バイとともにコースを間違えるというハプニングがあったものの、20kmまで世界記録よりも早いペースを刻む。
26.8kmでキプチョゲがペースメーカーの前に出てペースを上げ、キプチョゲとアモス・キプルト（ケニア）の一騎打ちとなる。30-35kmはややペースが落ちたものの、36.5kmでキプチョゲがキプルトを突き放し、2時間02分40秒の大会新記録で優勝を飾った。
第2集団の日本人先頭争いは、25km地点でペースメーカーが離れると鈴木健吾（富士通）が飛び出し、35kmまで日本記録を上回るペースを刻む。終盤ややペースを落としたものの、日本歴代2位相当となる2時間05分28秒で4位に入った。其田健也（JR東日本）が2時間07分23秒で日本人2番手の7位。湯澤舜（SGホールディングス）が2時間07分31秒で日本人3番手の8位に入った。
このレースでは鈴木・其田・湯澤・聞谷賢人（トヨタ紡織）・土方英和（Honda）・佐藤悠基（SGホールディングス）の上位6人がMGC出場権を獲得。定方俊樹（三菱重工）・田口雅也（Honda）がワイルドカードでMGC出場権を獲得した。

### 女子
スタート直後から世界記録保持者のブリジット・コスゲイ（ケニア）を中心とした海外勢5人が飛び出した。また、国内女子招待選手の一山麻緒（ワコール）・新谷仁美（積水化学）は第2集団を形成し、30km地点まではペースメーカーに先導される形でレースを展開する。
先頭争いは30kmまで3人の集団となっていたが、35kmから一気にペースを上げて独走したコスゲイが、2時間16分02秒の日本国内最高記録で優勝。
一方、ペースメーカーが外れた後の一山と新谷は日本記録を狙えるペースで終盤まで競り合い、40km手前でスパートした一山が2時間21分02秒で日本人トップの6位。新谷が15秒差の7位で続いた。
このレースでは一山・新谷・森田香織（パナソニック）の上位3人がMGC出場権を獲得した。

## 競技結果
| 種目         | 優勝者                          | タイム        | 備考   |
| ------------ | ------------------------------- | ------------- | ------ |
| 男子マラソン | エリウド・キプチョゲ（ ケニア） | 2時間02分40秒 | 大会新 |
| 女子マラソン | ブリジット・コスゲイ（ ケニア） | 2時間16分02秒 | 大会新 |
| 男子車いす   | マルセル・フグ（ スイス）       | 1時間22分16秒 |        |
| 女子車いす   | 喜納翼（ 日本）                 | 1時間40分21秒 | 2連覇  |

男女それぞれの日本人トップとなった鈴木健吾・一山麻緒夫妻は、ギネス世界記録「夫婦によるマラソン完走の最速合計タイム」で4時間26分30秒を記録し、ギネス記録を更新した。

## 大会放送
本来であればフジテレビ系列で生中継の予定だったが再延期に伴い、日本テレビ系で中継された。
地上波テレビ放送
| 放送時間     | 表題                                          | ネット局              |
| ------------ | --------------------------------------------- | --------------------- |
| 9:00 - 11:50 | 東京メトロスポーツスペシャル 東京マラソン2021 | NNS系列全国30局ネット |
衛星放送
BS日テレ 18:30 - 21:00（選考会の部ダイジェスト）
CS放送・日テレジータス 9:00 - 16:30
ラジオ
アール・エフ・ラジオ日本 8:45 - 11:50（選考会の部・生中継）